# Pterostichus cylindricus
Pterostichus cylindricus is een keversoort uit de familie loopkevers (Carabidae). De wetenschappelijke naam van de soort is voor het eerst geldig gepubliceerd in 1784 door Herbst in Füessly.